# Virgilio Valenzuela Foved
Virgilio Valenzuela Foved (Blancas, Teruel, 7 de febrero de 1908 - Huesca, 13 de marzo de 1978) fue un político y escritor, fundador del Instituto de Estudios Altoaragoneses.

## Biografía
De origen noble, su familia se había asentado en el valle del río Jiloca en el siglo XVII. Estudió en el seminario de San Carlos de Zaragoza, para luego ir a Barcelona y finalmente licenciarse en Historia en la Facultad de Filosofía y Letras de Zaragoza obteniendo también el título de magisterio.
Se afilió al Círculo Carlista en el 1934 y durante la Guerra Civil se encuadró en los Tercios de Requetés y posteriormente en la 13 Bandera de Falange de Aragón, siendo capturado y retenido en Valencia y siendo licenciado en el 1939 con distintas condecoraciones militares.Una vez finalizada la guerra fue Secretario Provincial del Movimiento en Soria y Guadalajara, llegando a Huesca en 1941, ya casado con Adelina Muñoz Moved.
En Huesca fue Delegado de Excautivos, Secretario de Sindicatos y del patronato de Enseñanza Media y Profesional y de la Junta de Formación Profesional Industrial y Delegado Provincial de Educación desde 1946 ganando también una plaza de Profesor de Historia en el Instituto Ramón y Cajal.
En el 1949 fundó el Instituto de Estudios Oscenses, actual Instituto de Estudios Altoaragoneses patrocinado por la Diputación Provincial y por el Patronato José María Cuadrado del CSIC, institución que presidió hasta su muerte en el 1978 y a la que poco después de su fundación se adscribieron importantes figuras académicas del ámbito oscense como Ricardo del Arco, Federico Balaguer, Antonio Durán Gudiol o Santiago Broto, realizando una labor de investigación y difusión a través de sus distintas publicaciones como Argensola, revista sobre historia y ciencias sociales en la que publicó de forma recurrente, Bolskan, sobre arqueología, Azalet de filología y Lucas Mallada que nombrada en honor al paleontólogo y geólogo regeneracionista oscense trata los mismos temas.
Posteriormente, fue nombrado comisario Provincial de Excavaciones Arqueológicas, apoderado del Servicio de Defensa del Patrimonio Histórico, presidente de la Comisión de Monumentos y académico correspondiente de las Reales de la Historia y de Bellas Artes de San Fernando, siendo condecorado con las Órdenes de Cisneros y de Alfonso X el Sabio.